# Sleeping at Last
 (décembre 2019).
Si vous disposez d'ouvrages ou d'articles de référence ou si vous connaissez des sites web de qualité traitant du thème abordé ici, merci de compléter l'article en donnant les références utiles à sa vérifiabilité et en les liant à la section « Notes et références ».
Sleeping at Last est un groupe de rock formé en 1999 dans l'Illinois aux États-Unis. Le groupe initial comportait trois membres, Ryan O'Neal, chanteur-compositeur et multi-musicien qui guidait le projet, Chad O'Neal, son frère, le batteur et Dan Perdue, le bassiste. Le groupe a enregistré leur premier album, Capture en 2000 en tant qu'artistes indépendants. Grâce à cet album, ils attirèrent l'attention de Billy Corgan des Smashing Pumpkins en 2002, ce dernier les fit signer au label Interscope Records. Ils sortent Ghosts en 2003, leur seul album sorti sous le label avant de redevenir indépendants. 
Durant les années qui ont suivi l'enregistrement de leurs quatre premiers albums, Chad O'Neal et Dan Perdue ont envisagé de quitter le groupe pour poursuivre et se consacrer à d'autres intérêts. Ryan O'Neal a décidé de garder le nom du groupe pour son lancement solo malgré tout mais a opté pour le travail sur des singles et EPs courts plutôt que des albums traditionnels. 
Sleeping at Last a notamment participé à la bande originale de Twilight Breaking Dawn Part I avec le titre Turning Page. Ses reprises sont souvent apparues dans la série Grey's Anatomy.

## Discographie[1]
Notes et références
1. ↑  Sleeping At Last, « Discographgie », sur Spotify (consulté le 6 décembre 2023)

- (en) Ghosts, Interscope, 2003
- (en) Keep No Score, Indépendant, 2006
- (en) Storyboards, Indépendant, 2009
- (en) Yearbook, Asteroid B-612, 2011
- (en) Covers, Vol. 1, Asteroid B-612, 2014
- (en) Atlas: I, Asteroid B-612, 2014
- (en) Many Beautiful Things (Original Motion Picture Soundtrack), Asteroid B-612, 2015
- (en) The Spring (Original Score), Asteroid B-612, 2016
- (en) Covers, Vol. 2, Asteroid B-612, 2016
- (en) Atlas : Space (Deluxe), Asteroid B-612, 2017
- (en) Christmas Collection, Vol. 1, Asteroid B-612, 2017
- (en) Atlas : Ennegram, Asteroid B-612, 2019
- (en) Atlas : II, Asteroid B-612, 2019
- (en) Covers, Vol. 3, Asteroid B-612, 2020
- (en) Astronomy, Vol. 1, Asteroid B-612, 2020
- (en) Mother, Asteroid B-612, 2023
- (en) Molecule 1, Asteroid B-612, 2023
- (en) Christmas Collection, Vol. 2, Asteroid B-612, 2023